# Imperatriz Leopoldense
Sociedade Recreativa Cultural Beneficente Imperatriz Leopoldense foi uma escola de samba da cidade de São Leopoldo, no Rio Grande do Sul.

## História
A Imperatriz Leopoldense foi fundada em 15 de abril de 1995. Suas cores são o vermelho e o branco. Sua sede localiza-se no bairro Feitoria. A escola desfila em São Leopoldo e em Porto Alegre. No ano de 1999 venceu também o grupo de acesso de Porto Alegre, abordando como tema a necessidade da construção de uma pista de eventos para o carnaval. No carnaval de 2009 foi a sétima colocada da categoria de acesso do carnaval de Porto Alegre, com o resultado a escola ficará fora dos desfiles da capital em 2010. A escola venceu o Grupo de Acesso de Porto Alegre e o carnaval de São Leopoldo em 2011.

## Segmentos

### Presidentes
| Nome             | Mandato           | Ref.  |
| ---------------- | ----------------- | ----- |
| Jorge Mello      | ? - aprox. 2014   | [ 7 ] |
| Raul Cesar Senna | 2015 - atualidade | [ 3 ] |

### Diretores
| Ano  | Diretor de Carnaval | Diretor de harmonia | Mestre de bateria | Ref.  |
| ---- | ------------------- | ------------------- | ----------------- | ----- |
| 2014 | Gustavo Barros      |                     |                   | [ 7 ] |

### Casal de Mestre-sala e Porta-bandeira
| Ano  | Nome                   | Ref.  |
| ---- | ---------------------- | ----- |
| 2014 | Cesar Augusto e Simone | [ 7 ] |

## Carnavais
| Ano  | Colocação                                     | Grupo (Porto Alegre) | São Leopoldo        | Enredo                                                                                         | Carnavalesco      | Intérprete      | Ref.                              |
| ---- | --------------------------------------------- | -------------------- | ------------------- | ---------------------------------------------------------------------------------------------- | ----------------- | --------------- | --------------------------------- |
| 1998 | *                                             | *                    | Campeã              | Homenagem às tribos indígenas                                                                  | Paulinho Trindade | Paulão da Tinga | [ 8 ]                             |
| 1999 | Campeã                                        | Acesso               | Campeã              | Se Esta Rua Fosse Minha.                                                                       |                   |                 |                                   |
| 2000 | 6º lugar                                      | Intermediário-B      | Campeã              | Encanto e magia recebem a Imperatriz (Campeã em São Leopoldo e Regional em Novo Hamburgo)      |                   |                 | [ 2 ] [ 9 ]                       |
| 2001 | 3º lugar                                      | Intermediário-B      | Não ocorreu desfile | Negra Princesa - Princesa Aiocá.                                                               |                   | Sandrinho Gessé | [ 10 ]                            |
| 2002 | 4º lugar                                      | Intermediário-B      | Vice-campeã         | Ruy Carlos Ostermann, antes de mais nada, um cidadão leopoldense.                              |                   | Flavio Junior   | [ 11 ] [ 12 ]                     |
| 2003 | 6º lugar                                      | Intermediário-B      | Campeã              | Um novo mundo é possível, vamos renascer das cinzas.                                           |                   |                 | [ 13 ]                            |
| 2004 | 6º lugar                                      | B                    | Vice-campeã         | 180 anos de história, São Leopoldo berço dos imigrantes.                                       |                   |                 | [ 14 ]                            |
| 2005 | 5º lugar                                      | B                    | 5º lugar            | Aos reis negros a coroação na Senhora do Rosário, proteção, Maracatu é cultura e tradição.     |                   |                 | [ 15 ]                            |
| 2006 | 5º lugar                                      | B                    | Vice-campeã         | Sinal vermelho para a irresponsabilidade, sinal verde em defesa da vida.                       |                   |                 | [ 16 ]                            |
| 2007 | 3º lugar                                      | Acesso               | 3º lugar            | Água, combustível da vida, Imperatriz abre a consciência e fecha a torneira.                   |                   |                 | [ 17 ]                            |
| 2008 | 4º lugar                                      | Acesso               | 3º lugar            | Aqui se faz, aqui se paga.                                                                     |                   |                 | [ 18 ]                            |
| 2009 | 7º lugar                                      | Acesso               | 4º lugar            | Arambaré – Um Paraíso ao Sul do País                                                           |                   | Flávio Junior   | [ 19 ] [ 20 ] [ 21 ]              |
| 2010 | *                                             | *                    | Campeã              | A Jovem Imperatriz, ao Completar 15 Anos de História, Recebe o Seu Imperador.                  |                   |                 | [ 22 ] [ 23 ]                     |
| 2011 | Campeã                                        | Acesso               | Campeã              | Igualdade, dignidade e respeito, a Imperatriz faz do 8 de março uma luta por novas conquistas. |                   | Césinha         | [ 24 ] [ 25 ]                     |
| 2012 | 4º lugar                                      | A                    | Vice-campeã         | A Imperatriz traz para avenida a força do vermelho no mundo.                                   |                   |                 | [ 26 ] [ 27 ]                     |
| 2013 | Vice-campeã                                   | A                    | Vice-campeã         | A Energia Iluminando a História: CEEE, 70 Anos de Glórias.                                     |                   | Marcynho Ferraz | [ 28 ] [ 29 ]                     |
| 2014 | 11º lugar                                     | Especial             | 4º lugar            | Milênios de Tradição, História e Cultura - A Imperatriz Celebra a China                        | Ricardo Paulino   | Marcynho Ferraz | [ 30 ] [ 31 ] [ 32 ] [ 7 ] [ 12 ] |
| 2015 | 6º lugar                                      | A                    | Não ocorreu desfile | Um mundo muito mais feliz no faz de conta da Imperatriz!                                       |                   |                 | [ 3 ] [ 33 ] [ 34 ]               |
|      | Desfile participativo em São Leopoldo em 2016 |                      |                     |                                                                                                |                   |                 |                                   |
| 2017 | *                                             | *                    | 4º lugar            | Negra Princesa - Princesa Aiocá.                                                               |                   | Césinha         | [ 37 ]                            |
| 2018 | *                                             | *                    |                     | Eu sou Imperatriz Leopoldense, a voz do meu samba ninguém vai calar.                           |                   |                 |                                   |

## Títulos
- Campeã em São Leopoldo: 1996, 1997, 1998,[8] 1999, 2000, 2003, 2009, 2011
- Campeã do Grupo de Acesso de Porto Alegre: 1999,[38] 2011

## Prêmios
Estandarte de Ouro em Porto Alegre
Grupo A
- 2012: 2ª porta-estandarte.[39]